# Đồng Văn, Bình Liêu
Đồng Văn là một xã thuộc huyện Bình Liêu, tỉnh Quảng Ninh, Việt Nam.

## Địa lý
Xã Đồng Văn nằm ở phía đông bắc của huyện Bình Liêu, thuộc Khu kinh tế cửa khẩu Hoành Mô-Đồng Văn. Địa giới hành chính xã:
- Phía đông và phía nam giáp xã Quảng Sơn, huyện Hải Hà.
- Phía tây giáp xã Hoành Mô, huyện Bình Liêu.
- Phía bắc giáp Trung Quốc.

Xã Đồng Văn nằm ở thượng nguồn sông Đồng Văn, một nhánh của sông Tiên Yên.

## Lịch sử
Thời nhà Nguyễn độc lập (1802-1883), vùng đất xã Đồng Văn ngày nay cùng với trấn Động Trung của Trung Quốc đều là lãnh thổ Việt Nam. Vào thời đó địa bàn xã Đồng Văn thuộc xã Đồng Tông tổng Kiến Duyên châu Tiên Yên phủ Hải Đông (Hải Ninh) trấn An Quảng (sau là tỉnh Quảng Yên nhà Nguyễn). Khi đó tổng Kiến Duyên có tất cả 4 xã làː Hoành Mô, Đồng Tâm, Đồng Tông, và Kiến Duyên. Đầu thời Pháp thuộc, sau các hiệp định phân định biên giới Việt-Trung là Công ước Pháp-Thanh 1887 và Công ước Pháp-Thanh 1895, phần lớn đất đai xã Đồng Tông cùng toàn bộ xã Kiến Duyên của tổng Kiến Duyên bị cắt sang Trung Quốc (nhập vào tỉnh Quảng Đông nhà Thanh), vùng đất này nay là khoảng địa bàn trấn Động Trung quận Phòng Thành Trung Quốc. Sau đó cho đến hết thời Pháp thuộc (1945), phần còn lại của tổng Kiến Duyên được tổ chức lại thành 3 xã (Hoành Mô, Đồng Tâm, Đồng Văn) của tổng Kiến Diên châu Bình Liêu tỉnh Hải Ninh sứ Bắc Kỳ thuộc Pháp.